# Bagdad rap
Bagdad rap és una pel·lícula documental sobre l'esclat de la segona guerra de l'Iraq, en la qual el rap s'ha emprat com a part fonamental de la seva banda sonora. El documental està dirigit pel espanyol Arturo Cisneros. La pel·lícula es va estrenar el 20 de maig de 2005 i va ser nominada als XX Premis Goya en la categoria de cançó original amb el tema d'El Sr. Rojo titulat "Llora por tus miserias".

## Sinopsi
Bagdad rap critica les raons que van portar a iniciar aquesta cruenta guerra, així com critica a George Bush, Aznar i un extens reportatge sobre el que no s'ha vist a la televisió. Posseeix una gran quantitat de col·laboracions de Mc's, subtítols, imatges i entrevistes en diversos idiomes.

## Banda sonora
1. El Sr. Rojo: "Llora por tus miserias"
2. Frank-T: "La palabra como arma de guerra"
3. Arianna Puello: "Mal Panorama"
4. Selektah Kolektiboa: "Gernika"
5. Zénit: "Psicosis Securitaria"
6. Kase-O / Kamel: "Mienten"
7. Mikel Salas": "Marcha 271005"
8. Mikel Salas": "Grafittis"
9. Mikel Salas": "Victimas Civiles"
10. Mikel Salas": "Saliendo de Bagdad".

## Nominacions
- Goya a la millor cançó original: El Sr. Rojo per "Llora por tus miserias".[3]